# Notre-Dame-de-la-Merci
Notre-Dame-de-la-Merci är en kommun i provinsen Québec i Kanada. Den ligger i regionen Lanaudière, i den sydöstra delen av landet, 160 km nordost om huvudstaden Ottawa.